# In Case You're in Love
In Case You're in Love är ett album av duon Sonny & Cher utgivet 1967. Albumet inleds med hiten "The Beat Goes On" (duons största bortsett från "I Got You Babe"), och det var troligen det starkaste dragplåstret på det här albumet. Här finns också hiten "Little Man". Sonny Bono skrev de flesta låtarna, men här finns även coverversioner av bland annat "Stand by Me" och "You Baby".

## Låtlista
1. "The Beat Goes On" (Sonny Bono) - 3:28
2. "Groovy Kind of Love" (Sager/Wine) - 2:19
3. "You Baby" (Mann/Spector/Weil) - 2:55
4. "Monday" (Sonny Bono) - 2:59
5. "Love Don't Come" (Sonny Bono) - 3:03
6. "Podunk" (Sonny Bono) - 2:56
7. "Little Man" (Sonny Bono) - 3:22
8. "We'll Sing in the Sunshine" (Garnett) - 2:41
9. "Misty Roses" (Tim Hardin) - 3:05
10. "Stand by Me" (King/Leiber/Stoller) - 3:43
11. "Living for You" (Sonny Bono) - 3:33
12. "Cheryl's Goin' Home" (Lind) - 2:42